# Ред Диър (река)
 Тази статия е за реката в Канада.  За града вижте Ред Диър.  
Ред Диър (на английски: Red Deer River) е река в Канада, провинции Албърта и Саскачеван, ляв на река Саут Саскачеван, от системата на река Нелсън. Дължината ѝ от 724 км ѝ отрежда 36-о място в Канада.
Река Ред Диър извира от Скалистите планини, в националния парк „Банф“ на около 2120 м н.в. Първите 120 км до град Съндри реката тече в дълбока планинска долина, след което напуска планината и продължава в североизточна посока. Преминава през язовира Гленфър, приема отдясно река Литъл Ред Диър и достига до град Ред Диър, където завива на изток.
На 14 км югозападно от езерото Бъфало завива на юг, при град Дръмхелер – на югоизток, след около 100 км на изток и на 16 км източно от градчето Емпрес (провинция Албърта) на територията на провинция Саскачеван се влива отляво в река Саут Саскачеван, на 576 м н.в.
Площта на водосборния басейн на Ред Диър е 45 100 km2, което представлява 30,9% от водосборния басейн на река Саут Саскачеван. По големите ѝ притоци са: леви – Джеймс, Медисън, Блайндмен; десни – Литъл Ред Диър, Роузбъд.
Многогодишният среден дебит при устието ѝ е 70 m3/s. Максималният отток на реката е през юни-юли, а минималния през февруари-март. Дъждовно-снегово подхранване. От края на ноември до средата на април замръзва.
По-големите селища по течението на Ред Диър са:
- Съндри (2610 жители)
- Инисфейл (7876 жители)
- Ред Диър (90 564 жители, най-големия град по течението ѝ)
- Дръмхелер (8029 жители)
- Росдейл (320 жители)
- Емпрес (188)

Река Ред Диър е открита през есента на 1754 г. от английския търговски агент Антъни Хендей, служител на компанията „Хъдсън Бей“, занимаваща се с търговия на ценни животински кожи.